# Форте, Марлен
Марле́н Фо́рте (англ. Marlene Forte; род. 5 июля 1961, Гавана) — кубинская и американская актриса и продюсер.

## Жизнь и карьера
Ана Марлен Форте Мачадо родилась в Гаване, Куба, где и начала карьеру актрисы, снимаясь в независимых фильмах, начиная с начала девяностых годов, и с тех пор снялась в более шестидесяти фильмах и сериалах.
На телевидении Форте известна по ролям в телесериалах «Расследование Джордан» и «Дом Пейна» (2008—2009). Она получила номинацию на Imagen Awards в 2008 году за роль в фильме «Маленькая пропавшая девочка: История Веры Дельмар». В разные годы она также появилась в таких сериалах, как «Закон и порядок», «Справедливая Эми», «Крутой Уокер: правосудие по-техасски», «Части тела», «Кости», «Западное крыло», «Остаться в живых», «C.S.I.: Место преступления», «Скорая помощь» и многих других.
С 2012 по 2014 год Форте исполняла роль Кармен Рамос в телесериале «Даллас», продолжении одноимённого телесериала, выходившего с 1978 по 1991 год
.

## Избранная фильмография
- Бронкская война (1991)
- Цвет любви (1991)
- Путь в рай (ТВ; 1997)
- Наша песня (2000)
- Расследование Джордан (5 эпизодов, 2001)
- Настоящие женщины всегда в теле (2002)
- Смерть вегетарианцам (2005)
- Дом семейства Пэйн (7 эпизодов. 2008—2009)
- Потерянные в Манхеттене (2007)
- Остаться в живых / Lost (2007) — детектив Мейсон
- Пропала маленькая девочка (2008)
- Звездный путь (2009)
- Мыслить как преступник (1 эпизод, 2010)
- Мой последний день без тебя (2011)
- Дом с паранормальными явлениями (2013)
- Тайная жизнь американского подростка (3 эпизода, 2012—2013)
- Даллас (19 эпизодов, 2012—2014)
- Клуб одиноких мам (2014)
- Бойтесь ходячих мертвецов (3 эпизода, 2016)
- Видоизменённый углерод (6 эпизодов, 2018)
- Достать ножи (2019)